# Ansacq
Ansacq település Franciaországban, Oise megyében. Lakosainak száma 271 fő (2022. január 1.). Ansacq Forêt de Hez-Froidmont, Agnetz, Angy, Bury, Cambronne-lès-Clermont, Neuilly-sous-Clermont, La Neuville-en-Hez és Thury-sous-Clermont községekkel határos.

## Népesség
A település népességének változása:
| Lakosok száma | 271  | 274  | 278  | 276  | 275  | 274  | 273  | 271  | 271  |
|               | 2013 | 2015 | 2016 | 2017 | 2018 | 2019 | 2020 | 2021 | 2022 |